# Герб Рясного
Герб Рясно́го — офіційний символ села Рясне Ємільчинського району Житомирської області, затверджений 14 червня 2013 р. рішенням XVII сесії Рясненської сільської ради VI скликання.

## Опис
Щит перетятий срібною хвилястою балкою на червоне і зелене поля. На першому полі на зеленому пагорбі срібна церква з трьома золотими куполами і хрестами, на другому — три золоті колоски пшениці в пучок. Щит обрамований золотим декоративним картушем і увінчаний золотою сільською короною.

## Значення символів
Червоний колір поля символізує приналежність до історичної Київської землі та Волині. Церква Святої Параскеви була побудована наприкінці XVIII ст. Срібна хвиляста балка — символ річки Уж. Три колоски символізують три села — Рясне, Кам'янку, Хотиж, які входять до складу територіальної громади.
Автор — Михайло Максимович Кириленко.